# 254e division d'infanterie
La  254e division d'infanterie (en allemand : 254. Infanterie-Division ou 254. ID) est une des divisions d'infanterie de l'armée allemande (Wehrmacht) durant la Seconde Guerre mondiale.

## Historique
La 254. Infanterie-Division est formée le 26 août 1939 à Dortmund dans le Wehrkreis VI avec du personnel d'unité de réserve en tant qu'élément de la 4. Welle (4e vague de mobilisation).
Elle est renforcée par l'ajout du divisions-Gruppe 82 (composé des rescapés de la 82. Infanterie-Division) en mai 1944.
La division se rend mai 1945 à l'Armée rouge près de Deutsch Brod en Tchécoslovaquie.

## Organisation

### Commandants
| Date                                | Grade                  | Commandant         |
| ----------------------------------- | ---------------------- | ------------------ |
| 26 août 1939 - 30 avril 1940        | Generalleutnant z.V.   | Fritz Koch         |
| 30 avril 1940 - 22 mars 1942        | Generalleutnant        | Walter Behschnitt  |
| 22 mars 1942 - 5 septembre 1942     | General der Infanterie | Friedrich Köchling |
| 5 septembre 1942 - 19 novembre 1942 | Generalmajor           | Hellmuth Reymann   |
| 19 novembre 1942 - 16 août 1943     | General der Infanterie | Friedrich Köchling |
| 16 août 1943 - 20 mars 1944         | Generalleutnant        | Alfred Thielmann   |
| 31 décembre 1944 - 8 mai 1945       | Generalmajor           | Richard Schmidt    |

### Officiers d'opérations (Ia)
| Date                       | Grade          | Commandant                       |
| -------------------------- | -------------- | -------------------------------- |
| 1939 - Septembre 1940      | Major          | Ludwig Zoller                    |
| Septembre 1940 - août 1942 | Major          | Gerhard Wagner                   |
| Août 1942 - juin 1943      | Oberstleutnant | Hans-Jürgen Freiherr von Ledebur |
| Juin 1943 - 20 mai 1944    | Oberstleutnant | Otto Walter                      |
| 20 mai 1944 - Mai 1945     | Oberstleutnant | Wolfgang Oldenburg               |

## Théâtres d'opérations
- Allemagne : septembre 1939 - mai 1940
- Pays-Bas, Belgique et France : mai 1940 - juin 1941
- Front de l'Est, secteur Nord : juin 1941 - juin 1944
- Opération Bagration : juin 1944 - aout 1944
- Front de l'Est, secteur Sud : aout 1944 - février 1945
- Tchécoslovaquie : février 1945 - mai 1945

## Ordres de bataille
1939
- Infanterie-Regiment 454
- Infanterie-Regiment 474
- Infanterie-Regiment 484
- Aufklärungs-Abteilung 254
- Artillerie-Regiment 254
  - I. Abteilung
  - II. Abteilung
  - III. Abteilung
  - IV. Abteilung
- Pionier-Bataillon 254
- Panzerabwehr-Abteilung 254
- Nachrichten-Abteilung 254
- Versorgungseinheiten 254

1942
- Grenadier-Regiment 454
- Grenadier-Regiment 474
- Grenadier-Regiment 484
- Schnelle Abteilung 254
- Artillerie-Regiment 254
  - I. Abteilung
  - II. Abteilung
  - III. Abteilung
  - I./Artillerie-Regiment 52
- Pionier-Bataillon 254
- Nachrichten-Abteilung 254
- Versorgungseinheiten 254

1943-1945
- Grenadier-Regiment 454
- Grenadier-Regiment 474
- Grenadier-Regiment 484
- Divisions-Gruppe 82 (3)
  - Stab der Gruppe
  - Regiments-Gruppe 158
  - Regiments-Gruppe 166
- Füsilier-Bataillon 254
- Artillerie-Regiment 254
  - I. Abteilung
  - II. Abteilung
  - III. Abteilung
  - I./Artillerie-Regiment 52
- Pionier-Bataillon 254
- Panzerjäger-Abteilung 254
- Nachrichten-Abteilung 254
- Feldersatz-Bataillon 254
- Versorgungseinheiten 254

## Décorations
Des membres de cette division ont été décorés pour leur fait d'armes:
- Agrafe de la liste d'honneur
  - 23
- Insigne du combat rapproché en Or
  - 2
- Croix allemande en Or
  - 68
- Croix de chevalier de la Croix de fer
  - 8